# Dirigible
|  | Per a altres significats, vegeu «Zeppelin (desambiguació)». |

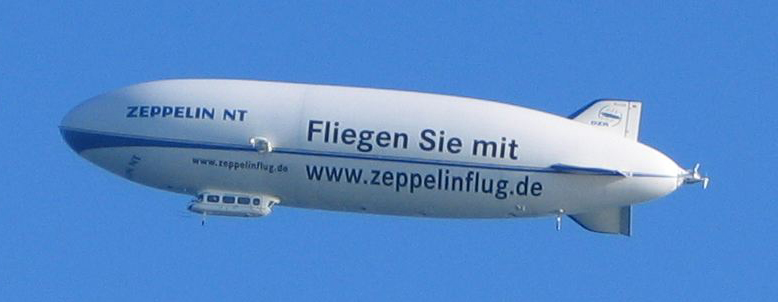
Un zepelí NT modern

Un dirigible és un aeròstat que gaudeix de propulsió pròpia i de la capacitat de maniobrar. La sustentació aerostàtica s'aconsegueix mitjançant dipòsits plens d'un gas de menor densitat que l'atmosfera circumdant, generalment hidrogen, però modernament heli per tractar-se d'un gas no inflamable , encara que una mica menys lleuger. Difereix de la sustentació aerodinàmica, obtinguda mitjançant el moviment ràpid d'un perfil alar, com a l'ala d'un avió o les aspes d'un helicòpter.
Va ser el primer artefacte volador capaç de ser controlat en un vol de llarga durada. El seu ús principal va tenir lloc aproximadament entre 1900 i la dècada de 1930, per disminuir gradualment quan els aeroplans van superar les seves capacitats i després d'haver patit diversos accidents de rellevància; el més notable dels quals va ser sens dubte l'incendi del dirigible Hindenburg d'hidrogen el 1937. Actualment s'utilitzen en una sèrie d'aplicacions secundàries, especialment publicitat, però no al transport de mercaderies ni passatgers, són més petits i es recorre només com a gas a l'heli.

## Tecnologia

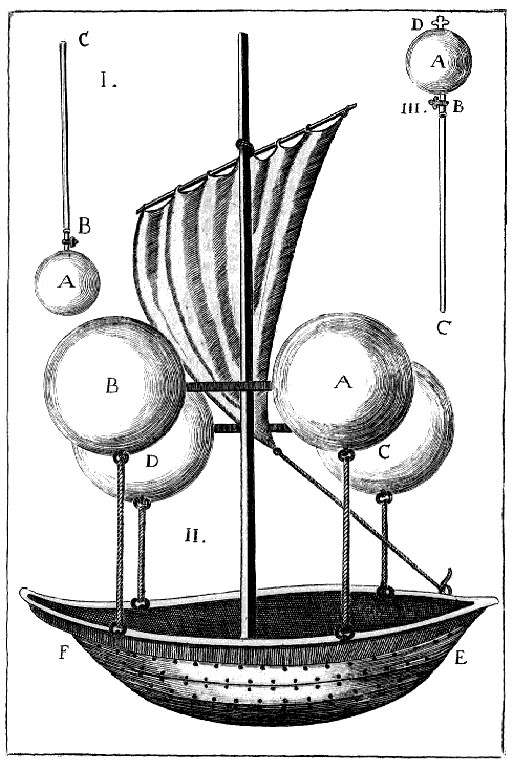
Vaixell aeri de Francesco Lana de Terzi

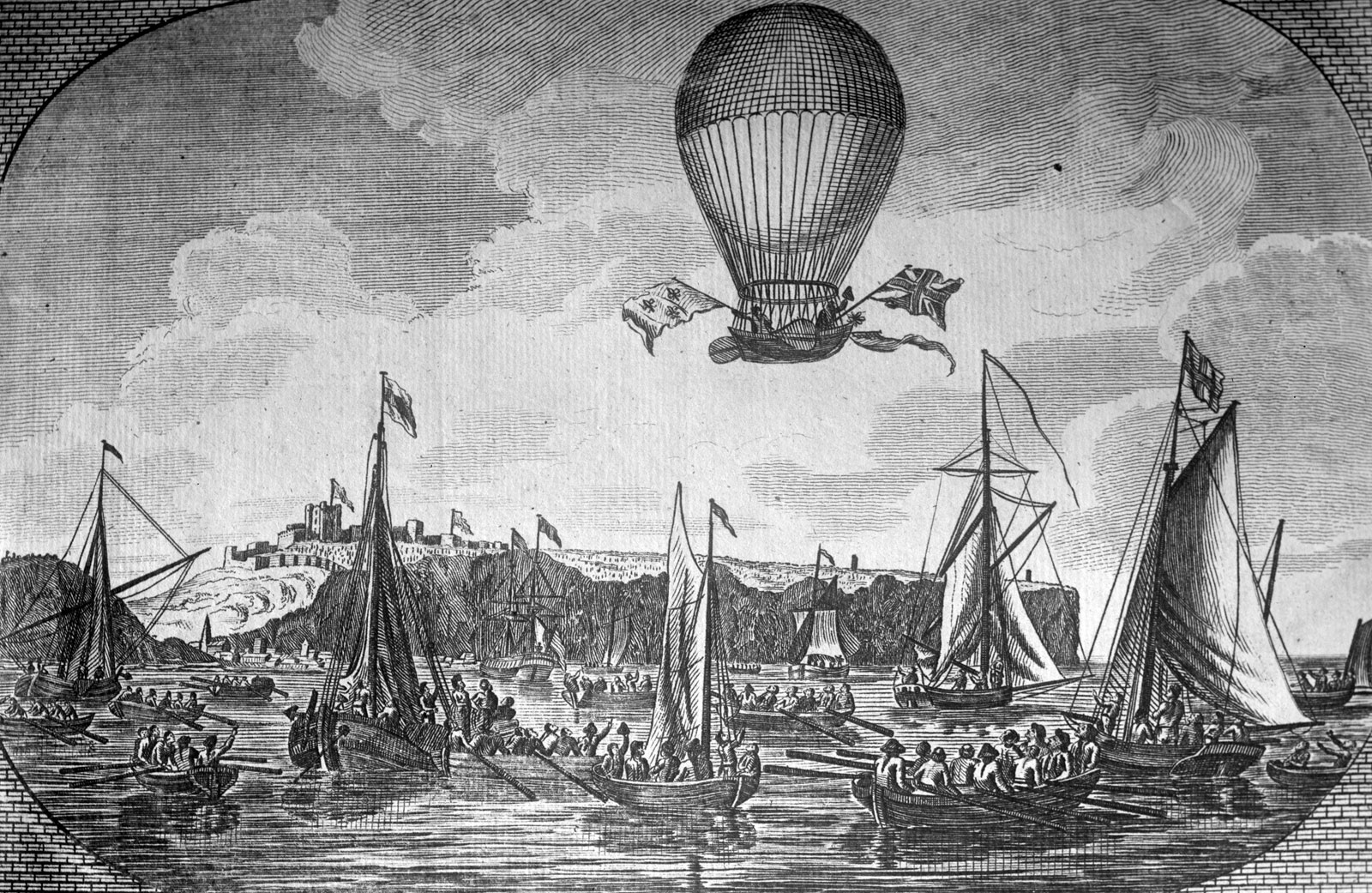
Travessa del Canal de la Mànega per Blanchard l'any 1785

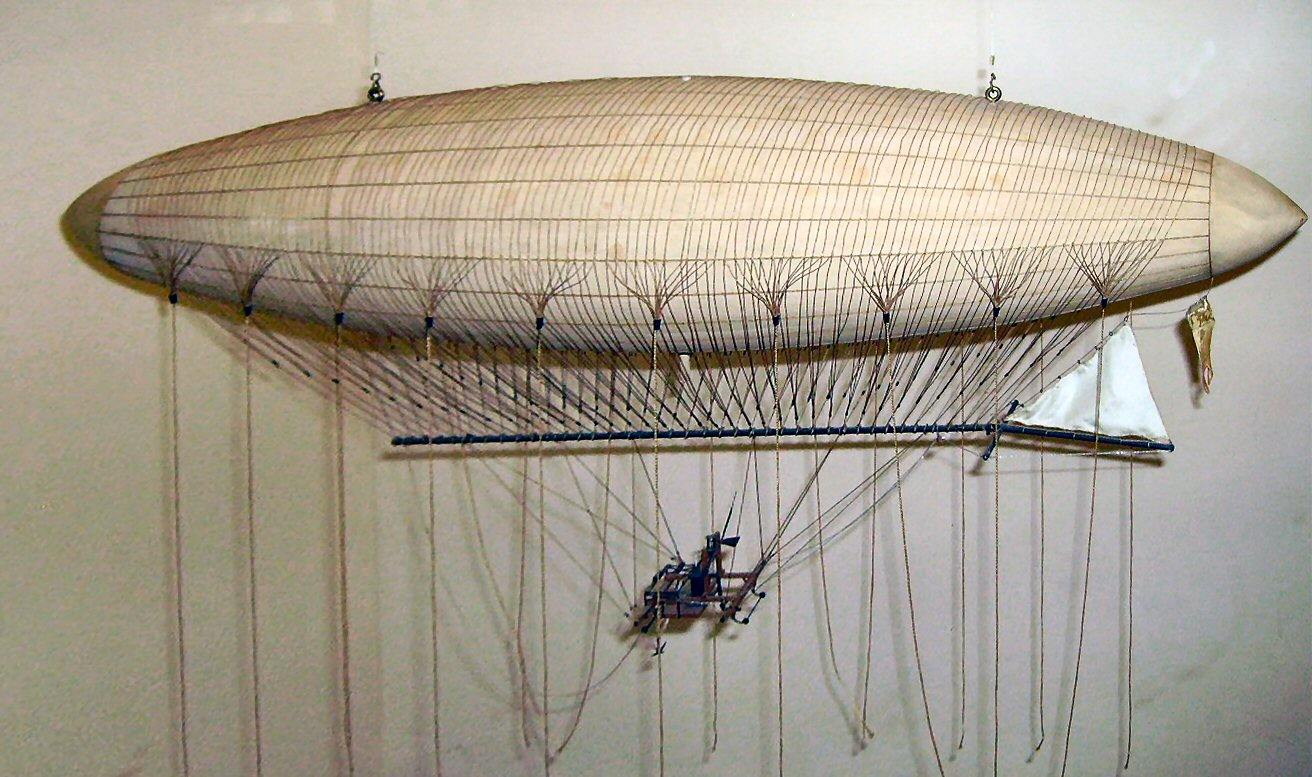
Un model de l'aeronau de Giffard al London Science Museum

Una aeronau o dirigible és més lleuger que l'aire i es propulsa a través d'aquest mitjançant l'ús de timons i propulsors (com ara motors amb hèlix). A diferència d'altres aeronaus com poden ser els avions d'ala fixa o els helicòpters, la força de sosteniment que els enlaira no prové de les ales, sinó de la força ascendent produïda per la gran quantitat de gas més lleuger que l'aire.
Segons el principi d'Arquimedes, tot cos submergit en un fluid rep una força de baix cap a dalt equivalent al pes del fluid desplaçat. Resulta obvi que el dirigible, un cos immers en la barreja de gasos que conté l'aire, rebrà una força ascensional resultant (P) equivalent al pes d'aire ocupat pel seu volum (V), menys el pes de la seva estructura i la seva càrrega (Q);
Si {\displaystyle \gamma } representa el pes específic del gas utilitzat per omplir els dipòsits del dirigible, i {\displaystyle \Gamma } el de l'aire, llavors:
{\displaystyle \ P=V(\Gamma -\gamma )-Q}

### Sustentació
En els primers temps dels dirigibles el principal gas de sustentació utilitzat va ser l'hidrogen, en canvi als Estats Units es va usar heli. És més, fins al 1950 es va continuar utilitzant l'hidrogen a tot el món per diverses raons: menor densitat que l'heli, incapacitat per obtenir-lo fora d'Amèrica del Nord (fins aquell moment únic productor) i a més per qüestions econòmiques, en ser superior el preu de l'heli.
L'hidrogen és extremadament inflamable, característica que va causar l'accident de l'Hindenburg, així com altres accidents (si bé hi ha teories recents que exculpen l'hidrogen de la causa d'aquest desastre –vegeu més avall–). La sustentació que proveeix l'hidrogen és tanmateix només un 8% més gran que la de l'heli. Amb el temps, el balanç entre el cost i la seguretat s'ha inclinat definitivament per l'ús de l'heli.
Els dirigibles nord-americans s'omplien amb heli des de la dècada de 1920, i els artefactes moderns tenen prohibit per llei omplir-se amb hidrogen. Tot i això, alguns petits dirigibles experimentals, usen encara hidrogen.
Alguns aparells petits, anomenats dirigibles tèrmics, s'omplen amb aire calent de forma similar als aeròstats.
Entre els gasos disponibles més lleugers que l'aire, la majoria són tòxics, inflamables, corrosius, o amb diverses d'aquestes característiques alhora. Les excepcions són l'heli, el neó i el vapor d'aigua.
Tant el metà com l'amoníac s'han utilitzat puntualment en globus experimentals. I també s'ha fet servir de manera aïllada el vapor d'aigua als dirigibles.
Un altre problema era l'estabilitat aerodinàmica. L'enginyer espanyol Eduardo Mier y Miura va inventar el sistema d'estabilitat amb apèndixs cabals.

## Història
L'any 1670 el jesuïta Francesco Lana de Terzi, considerat per diversos autors el "pare de l'aeronàutica", va publicar la descripció d'un "vaixell aeri" sostingut per quatre esferes de coure de les quals s'hauria extret l'aire. Aquest disseny no és factible, ja que el buit dins les esferes provocaria que es col·lapsessin; excepte si tinguessin un gruix suficient per resistir la pressió de l'aire, però aleshores serien massa pesants per flotar. Tot i això el principi de disseny per aconseguir una aeronau capaç d'enlairar-se va ser influent en dissenys futurs.
Un disseny més pràctic i semblant als dirigibles moderns va ser descrit pel tinent de l'exèrcit francès Jean Baptiste Meusnier en un article titulat "Mémoire sur l'équilibre des machines aérostatiques" (Memòria sobre l'equilibri de les màquines aerostàtiques) presentat el 3 de desembre de 1783. L'any següent va publicar dibuixos pintats en aquarel·les d'un dirigible amb una coberta que contenia diversos balons a l'interior, amb capacitat de regular l'altitud de l'aparell. A la part inferior en penjava l'habitacle, de forma allargada i forma de buc de vaixell per si es veia forçat a aterrar a l'aigua. La propulsió proposada era amb tres hèlixs d'accionament manual i un timó posterior en forma de vela. L'any 1784 Jean-Pierre Blanchard va equipar un globus aerostàtic amb una hèlix manual, el primer exemple aplicat d'una aeronau propulsada. Ell mateix va travessar l'any 1785 el Canal de la Mànega en un baló equipat d'ales que podien batre en ser accionades mecànicament i una cua per a variar la direcció, una configuració semblant a la d'un ocell.
L'any 1852 Henri Giffard va esdevenir la primera persona a fer un vol en un aparell amb propulsió de motor. Va pilotar durant 27 km un dirigible que ell mateix havia dissenyat, amb propulsió d'hèlix accionada per una màquina de vapor.
El 1884, els francesos Renard i Krebs van realitzar amb el La France el primer vol circular en un dirigible, un circuit de 8 km enllestit en 23 minuts de vol. El brasiler Júlio César Ribeiro de Sousa va acusar Renard d'haver-li plagiat els plànols del seu prototip Victoria, fabricat tres anys enrere a París.

### Edat d'or
El començament de l'«edat d'or» està marcada pel baptisme del Luftschiff Zeppelin' (LZ1) al juliol de 1900, un dels dirigibles més famosos de tots els temps. Els Zeppelin van rebre el seu nom en honor del comte Ferdinand von Zeppelin, que va experimentar amb dissenys de dirigibles rígids en la dècada de 1890. Al començament de la Primera Guerra Mundial els Zeppelin tenien una estructura cilindre cilíndrica d'aliatge d'alumini i un casc cobertor de tela que contenia cel·les de gas separades.
Es van utilitzar aletes multiplà per al control i l'estabilitat, dos góndoles per a la tripulació sota el casc, i propulsors adherits a banda i banda. A més hi havia una barqueta o cabina per a passatgers localitzada entre les dues gòndoles, que durant la guerra s'utilitzaria com a dipòsit de bombes.

#### Primera Guerra Mundial

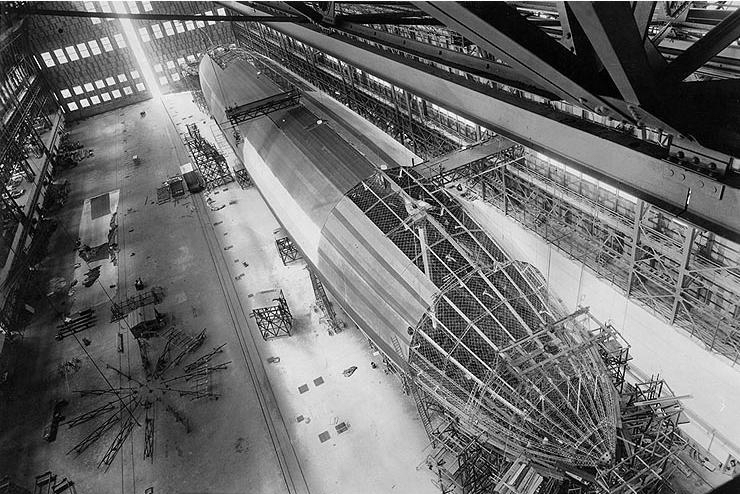
Construcció del USS Shenandoah (ZR-1), 1923.

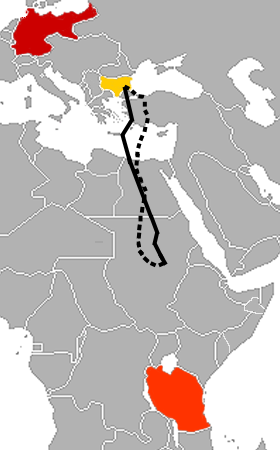
Recorregut del LZ-104 alemany.

La possibilitat d'utilitzar dirigibles com a bombarders s'havia pensat a Europa des de molt abans que fos possible. H. G. Wells descriu la destrucció de flotes i ciutats senceres per atacs de dirigibles a La guerra de l'aire (1908), i textos d'altres escriptors britànics no tan famosos sostenien que el dirigible alteraria per sempre l'escenari dels conflictes mundials.
El 5 de març de 1912 les forces italianes van ser les primeres a usar dirigibles d'ús militar per al reconeixement a l'oest de Trípoli més enllà de les línies turques. No obstant això, els dirigibles van debutar com a arma durant la Primera Guerra Mundial.
El comte Zeppelin i altres militars alemanys van creure haver obtingut l'arma ideal per contrarestar la superioritat naval Regne Unit, i poder atacar en sòl anglès. Altres més realistes van pensar que el zepelí era un element valuós per a exploració i atac naval. Les incursions es van iniciar a finals de 1914, van tenir el seu zenit el 1915, i van ser més esporàdiques després de 1917.
Dins de les accions dutes a terme per dirigibles durant la Gran Guerra cal destacar la del dirigible militar alemany Zeppelin LZ-104 (número de construcció designat L 59 per l'Armada Imperial Alemanya)), que el 21 de novembre de 1917 va partir de Yambol (Bulgària) en una missió sense retorn per proveir a les forces del comandant Paul von Lettow-Vorbeck destinades a l'Àfrica Oriental Alemanya, les quals es trobaven en una situació precària envoltades per forces angleses i sense accés a avituallaments. Després de no pocs problemes i recórrer més de la meitat del seu viatge (6.800 km), a l'alçada de Jartum, al Sudan, la tripulació rep un missatge xifrat de l'ordre naval alemany perquè avortessin la missió i tornessin a la seva base. Alguns afirmen que el missatge era fals, que els anglesos havien trencat els codis navals secrets alemanys, emetent un fals missatge sobre la capitulació de Lettow-Vorbeck. Una rendició que mai no va arribar a produir-se ja que va ser aquest l'únic front de batalla a les colònies on Alemanya no seria derrotada. La veritat és que va ser un missatge de Lettow-Vorbeck comunicant que no havien estat capaços de retenir la plana al voltant de Mahende, destí previst del dirigible, i s'havien replegat a un terreny muntanyós on era molt arriscat tocar terra. Sense esperança de trobar un lloc segur per aterrar, el L 59 va fer mitja volta.Plantilla:Cr